# Ischnocolus holosericeus
Ischnocolus holosericeus är en spindelart som beskrevs av Ludwig Carl Christian Koch 1871. Ischnocolus holosericeus ingår i släktet Ischnocolus och familjen fågelspindlar.
Artens utbredningsområde är Spanien. Inga underarter finns listade i Catalogue of Life.